# マルグリット・ド・ロレーヌ (1463-1521)
マルグリット・ド・ロレーヌ（Marguerite de Lorraine, 1463年 - 1521年11月2日）は、アランソン公ルネの妃。マルグリット・ド・ロレーヌ＝ヴォーデモン（Marguerite de Lorraine-Vaudémont）またはマルグリット・ド・ヴォーデモン（Marguerite de Vaudémont）とも呼ばれる。父はヴォーデモン伯フェリー2世、母はロレーヌ女公ヨランド・ダンジュー。1921年に列福されている。

## 生涯
ロレーヌ公国のヴォーデモン城で生まれる。1470年に父フェリー2世と死別すると、エクス＝アン＝プロヴァンスで祖父ルネ・ダンジューの元に育てられ、1480年に祖父が死去した後は兄ルネ2世が治めるロレーヌへ帰された。1488年5月14日、ロレーヌのトゥールでアランソン公ルネと結婚した。
アランソン公との間には1男2女をもうけた。
- シャルル4世（1489年 - 1525年） - アランソン公
- フランソワーズ（1490年 - 1550年） - ヴァンドーム公シャルル・ド・ブルボンと結婚
- アンヌ（1492年 - 1562年） - モンフェッラート侯グリエルモ9世と結婚

末子アンヌの誕生後間もなく夫を亡くし、以後は領国の統治と子供たちの養育に専念した。

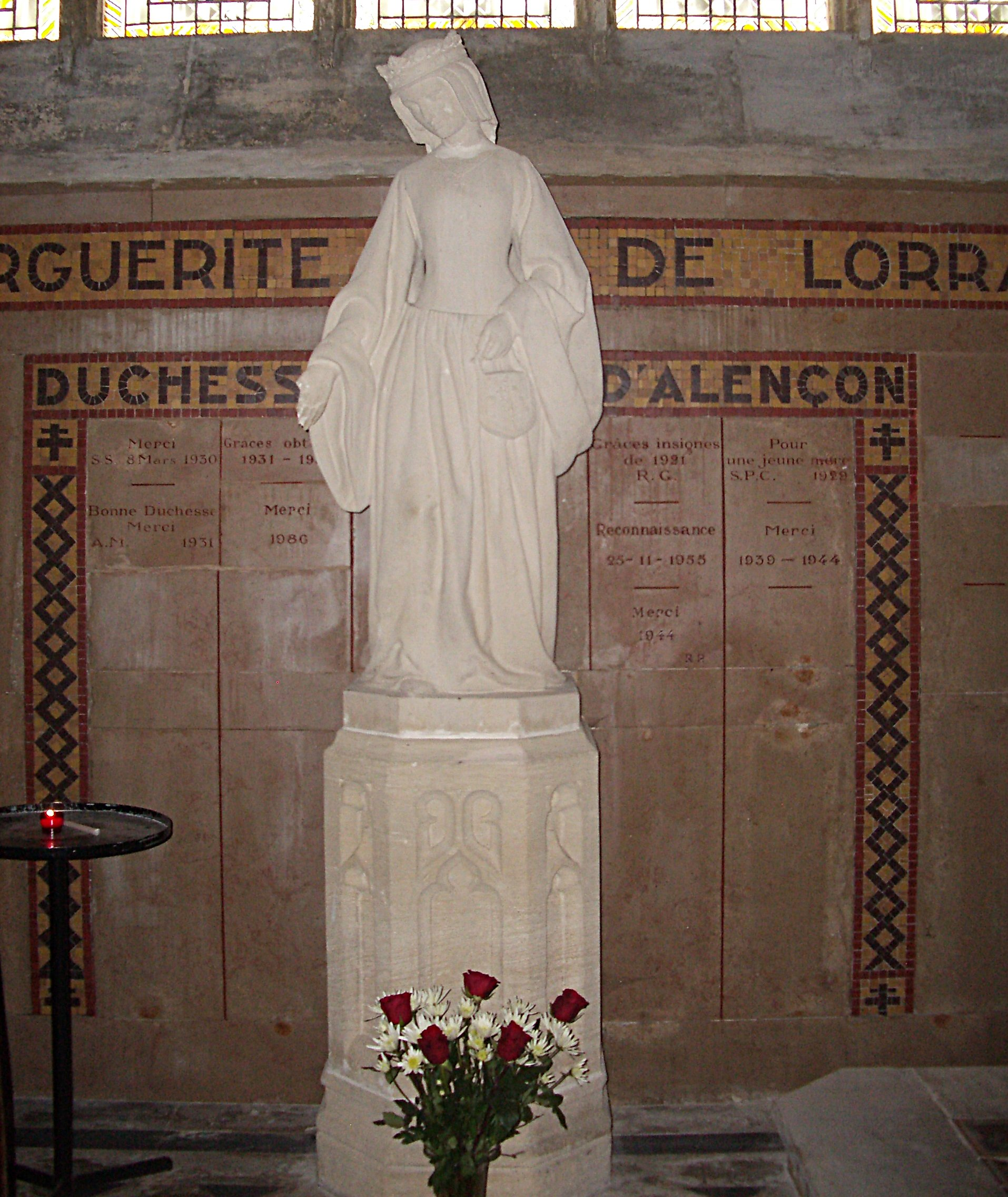
アランソンの聖堂内にあるマルグリットの像